# Contipus instabilis
Contipus instabilis är en skalbaggsart som beskrevs av Thérond 1961. Contipus instabilis ingår i släktet Contipus och familjen stumpbaggar. Inga underarter finns listade i Catalogue of Life.